# Liopleurodon
Liopleurodon é um gênero de réptil marinho fóssil da família Pliosauridae. Foi um carnívoro relativamente grande e foi erroneamente estimado e amplamente divulgado em documentário da BBC que podia chegar a medir cerca de 15 metros de comprimento, com um peso estimado em 6 toneladas. Eram carnívoros que viveram durante os meados do período Jurássico. A espécie-tipo deste gênero é Liopleurodon ferox, primeiro identificado por H.E Sauvage em 1873 e que viveu na Alemanha, França e Inglaterra.

## Características
Quatro membros semelhantes a remos e muito fortes, sugerem que o Liopleurodon era um nadador veloz e bem ágil, o que o tornava um Médio predador marinho. Basicamente se alimentava de todo o tipo de presa. O modo de nadar do Liopleurodon que consiste em quatro pés de pato da propulsão é característico de todos os plesiossauros. Um estudo que aplica um robô nadador demonstrou que, embora esta forma da propulsão não seja especialmente eficiente, ela fornece a aceleração muito boa - um caráter desejável em um predador aquático. Os estudos do crânio mostraram que o Liopleurodon pode esquadrinhar provavelmente a água com as suas narinas para apurar a fonte de certos cheiros.

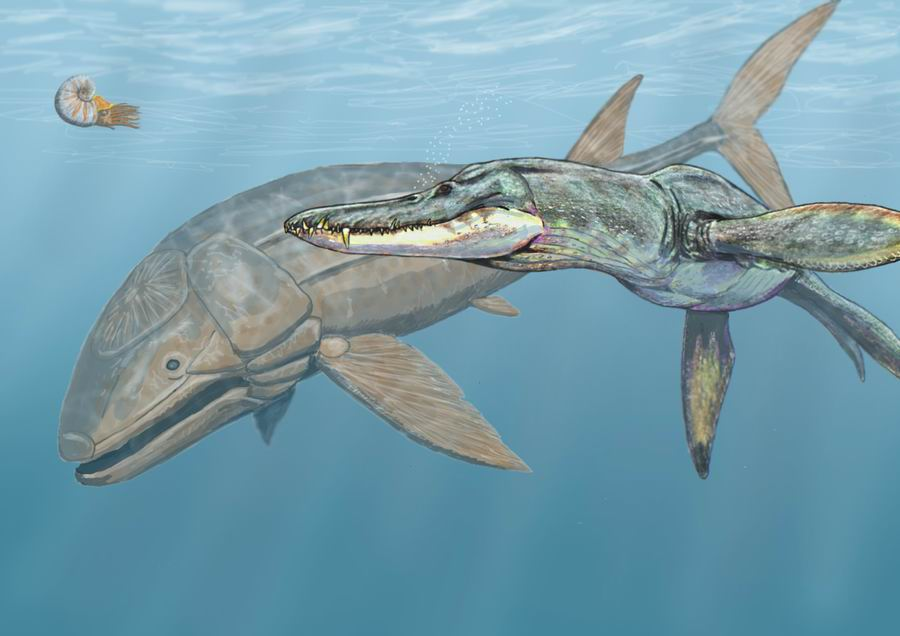
Liopleurodon atacando um Leedsichthys

O Liopleurodon ferox veio pela primeira vez à atenção do público em 1999, quando foi destaque em um episódio da série de televisão produzida pela BBC Walking with Dinosaurs (Caminhando com os Dinossauros). O Liopleurodon aparece caçando um oftalmossauro e um Eustreptospondylus, mas em um tamanho exagerado: o programa o descreveu como um predador enorme (82 pés, ou 25 metros, de comprimento), quando na verdade o maior Liopleurodon encontrado é estimado entre 6,39 metros e 7 metros. A avaliação do programa foi baseada em restos muito fragmentados, com cálculos baseados em espécimes de 20 metros geralmente considerados duvidosos. O erro persistiu no spin-off de 2003, Sea Monsters.
A estimativa do tamanho de um Pliossauro é difícil porque não se sabe muito de sua anatomia pós-craniana. O paleontólogo LB Tarlo sugeriu que o comprimento total do corpo pode ser calculado a partir da duração do crânio, que ele dizia ser tipicamente um sétimo da antiga medida. Ao aplicar esta proporção para o L. ferox, sugere que o maior espécime conhecido foi um pouco maior que 10 metros (33 pés), embora uma gama de tamanhos mais típica seria de 5 a 7 metros (16 a 23 pés). A massa corporal foi estimada entre 1 e 1,7 t (2.200 e 3.700 £) para os comprimentos de 4,8 e 7 metros (16 e 23 pés), respectivamente.
No entanto, novas pesquisas sobre Kronosaurus e a descoberta de um esqueleto completo de L. ferox mostram que os crânios foram, na verdade, cerca de um quinto do comprimento total do corpo, sugerindo que o comprimento total do corpo máximo conhecido de 6,39 metros (21,0 pés) com base na NHM R3536, o maior crânio conhecido em 1,26 metro (4,1 pés) de comprimento condilobasal (1,54 metros, ou 5,1 pés, de comprimento total).

## Dieta
O Liopleurodon era um pliosauro: tinha um pescoço curto e uma cabeça grande, sendo bem diferente dos seus contemporâneos de pescoço comprido, os plesiossauros.
Os seus dentes cónicos na parte mais anterior da mandíbula, em conjugação com dentes mais pequenos, mas afiados, na parte posterior, faziam dele um predador de topo, caçando grandes animais marinhos. Na verdade, existe um fóssil do plesiossauro Cryptoclidus que apresenta marcas de mordida de Liopleurodon nos seus ossos.